# Tomasz Majewski
Pour les articles homonymes, voir Majewski.
Tomasz Majewski, né le 30 août 1981 à Nasielsk, est un athlète polonais spécialiste du lancer du poids, champion olympique en 2008 et 2012.

## Carrière
Aux Jeux olympiques d'été de 2008 à Pékin, il remporte le concours du lancer du poids. Il établit à cette occasion sa meilleure marque avec un jet de 21,51 mètres.
Le 15 août 2009, Majewski décroche la médaille d'argent des Championnats du monde d'athlétisme 2009 de Berlin après avoir réalisé un meilleur jet à 21,91 m. Il est devancé de douze centimètres par l'Américain Christian Cantwell, auteur de la meilleure performance mondiale de l'année.
Il conserve son titre olympique en août 2012 à l'occasion des Jeux olympiques de Londres en établissant à son sixième et dernier essai la marque de 21,89 m, son meilleur jet de la saison. Il devance l'Allemand David Storl et l'Américain Reese Hoffa.
Il met un terme à sa carrière le 28 août 2016 lors du meeting de Varsovie où il se classe 2e avec 21,08 m, sa meilleure marque de la saison.

## Palmarès
| Date | Compétition                       | Lieu             | Résultat | Marque  |
| ---- | --------------------------------- | ---------------- | -------- | ------- |
| 2003 | Championnats d'Europe espoirs     | Bydgoszcz        | 4e       | 19,92 m |
| 2004 | Championnats du monde en salle    | Budapest         | 4e       | 20,83 m |
| 2005 | Championnats du monde             | Helsinki         | 9e       | 20,23 m |
| 2005 | Universiade                       | Izmir            | 1er      | 20,60 m |
| 2005 | DécaNation                        | Paris            | 1re      | 20,45 m |
| 2006 | Championnats du monde en salle    | Moscou           | 7e       | 20,07 m |
| 2006 | Championnats d'Europe             | Göteborg         | 8e       | 19,85 m |
| 2006 | Finale mondiale                   | Stuttgart        | 7e       | 20,13 m |
| 2007 | Championnats du monde             | Osaka            | 4e       | 20,87 m |
| 2008 | Championnats du monde en salle    | Valence          | 3e       | 20,93 m |
| 2008 | Jeux olympiques                   | Pékin            | 1er      | 21,51 m |
| 2008 | Finale mondiale                   | Stuttgart        | 1er      | 20,88 m |
| 2009 | Championnats d'Europe en salle    | Turin            | 1er      | 21,02 m |
| 2009 | Championnats du monde             | Berlin           | 2e       | 21,91 m |
| 2009 | Finale mondiale                   | Thessalonique    | 2e       | 21,21 m |
| 2010 | Championnats d'Europe par équipes | Bergen           | 1er      | 20,63 m |
| 2010 | Championnats d'Europe             | Barcelone        | 1er      | 21,00 m |
| 2010 | Ligue de diamant                  | Ligue de diamant | 3e       | détails |
| 2010 | Coupe continentale                | Split            | 2e       | 21,22 m |
| 2011 | Championnats d'Europe par équipes | Stockholm        | 2e       | 20,51 m |
| 2011 | Ligue de diamant                  | Ligue de diamant | 4e       | détails |
| 2012 | Championnats du monde en salle    | Istanbul         | 3e       | 21,72 m |
| 2012 | Jeux olympiques                   | Londres          | 1er      | 21,89 m |
| 2013 | Championnats du monde             | Moscou           | 6e       | 20,98 m |
| 2013 | Jeux de la Francophonie           | Nice             | 1er      | 20,18 m |
| 2014 | Championnats d'Europe par équipes | Brunswick        | 2e       | 20,57 m |
| 2014 | Championnats d'Europe             | Zurich           | 3e       | 20,83 m |
| 2015 | Championnats d'Europe par équipes | Tcheboksary      | 2e       | 20,23 m |
| 2015 | Championnats du monde             | Pékin            | 6e       | 20,82 m |
| 2016 | Jeux olympiques                   | Rio de Janeiro   | 6e       | 20,72 m |
| 2016 | Ligue de diamant                  | Ligue de diamant | 5e       | détails |

## Records
| Épreuve         | Épreuve      | Performance | Lieu      | Date            |
| --------------- | ------------ | ----------- | --------- | --------------- |
| Lancer du poids | En plein air | 21,95 m     | Stockholm | 30 juillet 2009 |
| Lancer du poids | En salle     | 21,72 m     | Istanbul  | 9 mars 2012     |

## Sources
- (en) Cet article est partiellement ou en totalité issu de l’article de Wikipédia en anglais intitulé « Tomasz Majewski » (voir la liste des auteurs).